# Berling
Berling és un municipi francès, situat al departament del Mosel·la i a la regió del Gran Est. L'any 2007 tenia 290 habitants.

## Demografia

### Població
El 2007 la població de fet de Berling era de 290 persones. Hi havia 100 famílies, de les quals 16 eren unipersonals (16 homes vivint sols), 32 parelles sense fills i 52 parelles amb fills.
La població ha evolucionat segons el següent gràfic:
Habitants censats

### Habitatges
El 2007 hi havia 116 habitatges, 107 eren l'habitatge principal de la família, 1 era una segona residència i 8 estaven desocupats. 112 eren cases i 4 eren apartaments. Dels 107 habitatges principals, 85 estaven ocupats pels seus propietaris, 16 estaven llogats i ocupats pels llogaters i 6 estaven cedits a títol gratuït; 5 tenien tres cambres, 20 en tenien quatre i 82 en tenien cinc o més. 99 habitatges disposaven pel capbaix d'una plaça de pàrquing. A 47 habitatges hi havia un automòbil i a 56 n'hi havia dos o més.

### Piràmide de població
La piràmide de població per edats i sexe el 2009 era:
| Homes | Edats   | Dones |
| ----- | ------- | ----- |
| 0     | 95 o +  | 0     |
| 0     | 90 a 94 | 0     |
| 4     | 85 a 89 | 4     |
| 0     | 80 a 84 | 0     |
| 0     | 75 a 79 | 4     |
| 4     | 70 a 74 | 8     |
| 12    | 65 a 69 | 4     |
| 8     | 60 a 64 | 4     |
| 8     | 55 a 59 | 0     |
| 16    | 50 a 54 | 12    |
| 20    | 45 a 49 | 12    |
| 8     | 40 a 44 | 16    |
| 4     | 35 a 39 | 8     |
| 0     | 30 a 34 | 4     |
| 16    | 25 a 29 | 0     |
| 28    | 20 a 24 | 8     |
| 4     | 15 a 19 | 4     |
| 20    | 10 a 14 | 4     |
| 12    | 5 a 9   | 4     |
| 4     | 0 a 4   | 4     |

## Economia
El 2007 la població en edat de treballar era de 189 persones, 144 eren actives i 45 eren inactives. De les 144 persones actives 136 estaven ocupades (82 homes i 54 dones) i 8 estaven aturades (2 homes i 6 dones). De les 45 persones inactives 15 estaven jubilades, 14 estaven estudiant i 16 estaven classificades com a «altres inactius».

### Ingressos
El 2009 a Berling hi havia 113 unitats fiscals que integraven 298 persones, la mediana anual d'ingressos fiscals per persona era de 19.402,5 €.

### Activitats econòmiques
Dels 5 establiments que hi havia el 2007, 1 era d'una empresa de fabricació d'altres productes industrials, 1 d'una empresa de construcció, 1 d'una empresa de comerç i reparació d'automòbils, 1 d'una empresa financera i 1 d'una empresa immobiliària.
L'únic servei als particulars que hi havia el 2009 era un electricista.
L'any 2000 a Berling hi havia 8 explotacions agrícoles que ocupaven un total de 528 hectàrees.

## Equipaments sanitaris i escolars
El 2009 hi havia una escola elemental integrada dins d'un grup escolar amb les comunes properes formant una escola dispersa.

## Poblacions més properes
El següent diagrama mostra les poblacions més properes.